# Кировское (Ысык-Атинский район)
Кировское (кирг. Киров) — село в Ысык-Атинском районе Чуйской области Кыргызстана. Входит в состав Ак-Кудукского айылного аймака.

## География
Село расположено на севере центральной части области, на расстоянии приблизительно 4 километров (по прямой) к северу от города Кант, административного центра района. Абсолютная высота — 692 метра над уровнем моря.

## Население
Согласно оценочным данным Национального статистического комитета Кыргызской Республики, численность населения села на начало 2023 года составляла 2084 человека.
| год     | 2009 | 2014 | 2015 | 2020 | 2021 | 2023 |
| ------- | ---- | ---- | ---- | ---- | ---- | ---- |
| человек | 1855 | 2044 | 1987 | 2120 | 2113 | 2084 |